# Bộ tứ Đối thoại Quốc gia Tunisia
Bộ Tứ Đối thoại Quốc gia Tunisia (tiếng Pháp: Quartet du dialogue national; Tiếng Ả Rập: ‏رباعية الحوار الوطنى التونسى) được thành lập vào mùa hè năm 2013, mở đường cho cuộc đối thoại hòa bình giữa các công dân, sau cuộc Cách mạng Tunisia mà đã lật đổ tổng thống Ben Ali. Bộ tứ này bao gồm các tổ chức xã hội dân sự Tunisia sau đây:
- Tổng Liên đoàn Lao động Tunisia (Union Générale Tunisienne du Travail UGTT)
- Liên minh Công nghiệp - Thương mại và Thủ công nghiệp Tunisia (Union Tunisienne de l'Industrie, du Commerce et de l'Artisanat UTICA)
- Liên đoàn Nhân quyền Tunisia (La Ligue Tunisienne pour la Défense des Droits de l'Homme, LTDH)
- Hội đồng Luật sư Tunisia (Ordre National des Avocats de Tunisie).

Bộ tứ Đối thoại quốc gia Tunisia đóng vai trò chính giúp các phe phái chính phủ và đối lập nói chuyện sau thời Mùa xuân Ả Rập và được cho là giúp dàn hòa giữa phe Hồi giáo và thế tục tại Tunisia, đặc biệt trong tình hình bất ổn xã hội và khủng hoảng chính trị và kinh tế năm 2013, vào thời điểm Tunisia đang đứng trên bờ vực nội chiến.
Vào ngày 9 tháng 10 năm 2015, Ủy ban Nobel Na Uy đã công bố quyết định trao giải Nobel Hòa bình năm 2015 cho bộ tứ này vì đã "đóng góp phần quyết định để xây dựng một nền dân chủ đa nguyên tại Tunisia trong sự trỗi dậy của Cách mạng Hoa nhài năm 2011".

## Lịch sử
Mùa xuân Ả Rập đã khởi đầu tại Tunesia. Sau cuộc cách mạng mà đưa tới sự sụp đổ chính quyền của tổng thống Ben Ali, ngày 23 tháng 10 năm 2011 một hội đồng quốc gia được bầu để lập một chính phủ và quyết định một hiến pháp mới. Trong cuộc bầu cử năm 2012, đảng Hồi giáo dung hòa Ennahdha đã thắng cử và cùng với 2 đảng trung tả không tôn giáo CPR và Ettakatol lập chính phủ. Tuy nhiên, việc hình thành một hiến pháp mới kéo dài hơn là đã dự định trong vòng 1 năm. Trong thời gian này, 2 cuộc khủng bố và ám sát hai chính trị gia đối lập, Chokri Belaid và Mohamed Brahmi đã xảy ra làm gia tăng căng thẳng tình hình mà cao điểm là tháng 8 năm 2013. Có những cuộc biểu tình lớn vào mùa hè năm 2013 trong đó đe dọa sự tồn tại tiếp tục của chính phủ quốc gia tại thời điểm đó và quá trình dân chủ có nguy cơ tan vỡ.
Trong hoàn cảnh này, Tổng Liên đoàn Lao động Tunisia cố gắng tạo một cuộc đối thoại quốc gia nhưng đã thất bại, vì họ bị đảng Ennahdha tẩy chay. Tháng 9 năm 2013 với sự chuẩn bị tốt hơn lần trước, một nỗ lực thứ hai đã được khởi động. Kỳ này có tới 4 tổ chức - Bộ Tứ Đối thoại Quốc gia Tunisia tham dự. Bộ Tứ đã tham gia các cuộc đàm phán diễn ra tại thời điểm đó giữa chính phủ Hồi giáo và các đảng phái chính trị khác nhau về việc thực hiện một cuộc chuyển giao quyền lực cho một hiến pháp dân chủ, và tổ chức bầu cử dân chủ cho chính phủ quốc gia.
Nhóm này đã thành công trong việc thuyết phục các đảng nắm chính quyền và các đảng đối lập trong quốc hội (Nidaa, Aljomhoury, Almassar, Afek, Aljabha chaabia, vv.) ngồi lại cùng bàn. Những cố gắng hòa giải, bao gồm các đảng phái và chính phủ cả tổng thống, thủ tướng và chủ tịch quốc hội, vào tháng 10 năm 2013, họ đã lập ra một chương trình hoạt động dẫn tới một mặt việc từ chức của các đảng cầm quyền, mặt khác việc thiết lập một chính phủ lâm thời bao gồm những nhà chuyên môn độc lập chuẩn bị cho cuộc bầu cử Tổng thống và Quốc hội mới vào cuối tháng 10 năm 2014. Tháng 2 năm 2015, trên nền tảng của Hiến pháp mới, quyền lực hành pháp được đặt trở lại vào tay của chính phủ dân cử. Trong các cuộc thảo luận, 4 nhóm xã hội dân sự này đã đóng vai trò chủ động được xem là khá quan trọng đối với sự thành công của các cuộc đàm phán và chuyển đổi quyền lực trong hòa bình.

## Giải Nobel Hòa bình 2015
Ngày 9 tháng 10 năm 2015, Ủy ban Nobel Na Uy đã công bố quyết định trao giải Nobel Hòa bình năm 2015 cho Bộ Tứ Đối thoại Quốc gia Tunisia. Lễ phát giải sẽ vào ngày 10 tháng 12.
Chủ tịch Ủy ban Nobel Na Uy Kaci Kullmann Five cho biết, "sau Mùa Xuân Ả rập ở Tunisia giai đoạn 2010-2011, Bộ Tứ đã mở đường cho cuộc đối thoại hòa bình giữa các công dân" và "Bộ tứ này đã thiết lập một tiến trình chính trị ôn hòa để thay thế vào một thời điểm đất nước đứng ở bờ vực nội chiến". Giải này có mục đích là „để khuyến khích cho tất cả mọi người, đang nỗ lực mang đến hòa bình cho vùng cận đông, Bắc Phi và những phần còn lại trên thế giới".

### Phản ứng
- Đức: Chính phủ Đức cho quyết định của Ủy ban Nobel là tuyệt sắc. "Đây là phần thưởng xứng đáng cho một đóng góp về dân chủ, cho việc giữ chặt lấy ý tưởng, một dân tộc mà đã xóa bỏ được chế độ độc tài, thì phải được hưởng cái gì tốt đẹp hơn là một chế độ độc tài mới", phát ngôn viên chính phủ Steffen Seibert nói.[9]
- : Hoa Kỳ: Tổng thống Obama gọi bộ tứ là "một lời nhắc nhở đầy cảm hứng rằng hòa bình và an ninh bền vững chỉ có thể đạt được khi các công dân được trao quyền để rèn đúc tương lai của mình và rằng dân chủ là thứ vừa có thể và vừa cần thiết".[3]
- Pháp: Tổng thống François Hollande đòi hỏi thêm những bước tiếp theo: "Châu Âu và thế giới không thể chỉ trao một giải thưởng, mà phải thỏa thuận với nhau để cùng trợ giúp Tunesia.[9]
- Tunisia: Tổng thống Tunisia Beji Caid Essebsi nói rằng giải thưởng công nhận "con đường của sự đồng thuận" được lựa chọn bởi đất nước sau cuộc cách mạng năm 2011 và "Tunisia không có giải pháp nào khác hơn là đối thoại, bất chấp những bất đồng về ý thức hệ".[3]
- Liên Hợp Quốc: Phát ngôn viên của Liên Hợp Quốc Ahmad Fawzi trả lời báo chí tại Genf: "Chúng ta cần một xã hội dân sự để giúp chúng ta thúc đẩy những tiến trình hòa bình".[3]